# Sofía Lama
Sofía Lama (née Sofía Lama Stamatiades le 9 juin 1987 à Puebla, au Mexique) est une actrice mexicaine. 

## Biographie
Elle est la fille de Fotiní Stamatiades Rolland et de Ramón Lama Noriega. Elle a des ascendances grecque et espagnole.
Elle a participé à divers films dans la ville de Mexico et sa carrière s'est concentré principalement dans l'espace latino des États-Unis. Elle a eu une relation avec l'acteur international Julián Gil.

## Carrière
Elle commence sa carrière à l'âge de onze ans comme présentatrice de l'émission infantile Entre Pingos. Deux années plus tard, elle intègre l'émission du Disney Club de Disney Channel.  
À Mexico elle étudie pour obtenir un diplôme de cinéma avec une spécialisation en production à l'Institut cinématographique INDI, en parallèle de ses cours d'arts dramatiques à la Casa Azul México, des cours de critique cinématographique avec le maître Guillermo Arriaga Jordán. Elle suit des cours de chant et de piano et un cours à l'institut, The Hollywood Film Institute. Des années plus tard, elle étudie la comédie avec l'actrice qui a eu une nomination aux Oscars, Adriana Barraza, dans la ville de Miami, également avec le directeur Luis Mandoki à Mexico. 
En 2007, à Mexico, à l'âge de 19 ans elle travaille au théâtre, dans la comédie musicale Vaselina (Grease), en interprétant une Française.
La même année, elle va à Miami pour participer à la production de Telemundo appelée Pecados ajenos.
En 2008, elle va à Bogota en Colombie  pour participer à la série Sin senos no hay paraíso.   
En 2009, elle retourne au Mexique et interprète Gina, une des  protagonistes de l'histoire Las Arpias, dans une mise en scène  originale de l'écrivain français Robert Thomas (8 Femmes), sous la direction de Humberto Zurita, en partageant la vedette avec des actrices mexicaines comme Ofelia Medina, Patricia Reyes Spindola, Victoria Ruffo, María Rubio entre autres, au théâtre Manolo Fábregas.
En 2010, elle décide de changer son nom d'artiste de Sofía Stamatiades en Sofía Lama.
En 2010, elle participe à la production Eva Luna.
En 2011, elle interprète Hilda dans la série télévisée La casa de al lado (La maison d'à côté ).  Elle présente dans le même temps un monologue dans la pièce de théâtre Monologando au théâtre Trail à Miami, où elle prend part au premier festival de petit format de théâtre de Miami.
En 2012, elle retourne à Mexico pour jouer dans Rosa diamante, pour la première fois avec la société de production Argos Comunicación.
En 2013, elle commence à travailler comme co-productrice indépendante en collaboration avec l'école cinématographique INDI, avec le film d'horreur Desde el más allá. Elle participe au festival de cinéma d'Acapulco la même année.
En 2014, elle est présente au festival Feratum Film Festival à Mexico au meilleur film choisi par le public. La même année, elle retourne à Miami pour participer à Dama y obrero avec Ana Layevska. Elle tourne aussi dans le film Enamorándome de abril, une comédie romantique, où elle interprète Vanessa, au côté de Cristian de la Fuente avec une sortie prévue pour février 2015. En août de la même année, elle interprète Silvana Cardona, dans la série télévisée Dueños del paraíso aux côtés de Kate del Castillo et Adriana Barraza.

## Filmographie

### Cinéma
- 2013 : Desde el más allá

### Telenovelas
- 2004 : Soñarás
- 2008 : Pecados ajenos : Gloria Mercenario Ruiz
- 2009 : Más sabe el diablo : Esperanza (jeune)
- 2010 : Eva Luna : Alicia González
- 2011 : La casa de al lado : Hilda González de Conde
- 2012 : Mia Mundo : Stefanie Montero
- 2012 : Rosa diamante : Andrea Fernández / Andrea Sotomayor
- 2013 : Mia Mundo 2 : Stefanie Montero
- 2013 : Dama y obrero : Mireya Gómez
- 2015 : Dueños del paraíso : Silvana Cardona
- 2016 : Eva la trailera : Elizabeth Càrdenas, dite Betty
- 2017 : Guerra de ídolos : Gilda Solar
- 2019 : Chicago Police Department (Saison 5 Épisode 13 : Marcella Gomez)
- 2022 : La Reina del Sur : Susana Guzmán

## Théâtre
- 2007 : Vaselina : Frenchi
- 2009 : Las Arpías : Gina
- 2012 : Monologando